# Suances
Suances es un municipio de Cantabria, situado en la costa occidental de dicha comunidad. Limita al norte con el mar Cantábrico, al oeste con Santillana del Mar, al sur con Polanco y al este con la ría de San Martín de la Arena, desembocadura del río Saja. Al otro lado de la ría de San Martín de la Arena se encuentra la playa de Cuchía del municipio de Miengo.

## Geografía
Suances a su vez es la capital del municipio. La localidad de Suances está ubicada a 98 metros sobre el nivel del mar. En el año 2024 contaba con una población de 9101 habitantes (INE). Se encuentra en la desembocadura del río Saja, siendo la ría de San Martín de la Arena o ría de Suances la divisoria entre los municipios de Suances y Miengo. El caserío se divide entre la parte alta y la parte de la playa, donde está el puerto pesquero y también las playas de la Concha, la Ribera y la Riberuca. Al otro lado de una pequeña península (punta del Dichoso) quedan la playa de los Locos y la ensenada de la Tablía. Aquí pudieron estar situados Portus Blendium o Portus Vereasueca en época de los romanos, posiblemente en la zona de la ribera de la ría, en punto no distante de lo que es el puerto actual. En el pasado, esta localidad se llamó San Martín de la Arena. Aquí hubo una vieja torre. En Suances desembarcó la reina María Cristina en septiembre de 1881. En esta localidad ambientó José María Pereda su novela La puchera (1889), Amós de Escalante la novela Ave, Maris Stella (1877) y Elena Soriano la novela, La playa de los Locos (1955). Actualmente es una localidad eminentemente turística.
Lo más destacable es la punta y alto del Dichoso, los cuales son el límite occidental de la desembocadura de la ría de San Martín de la Arena. Es de poca altura, de roca escabrosa, árida y caliza, con cumbre redondeada, a la que los lugareños dan el nombre de Roca Blanca. La une a tierra firme un paso estrecho de tierra baja. En la punta del Dichoso hay un vértice geodésico llamado Garita. Los lugareños, a la Roca Blanca, siempre la han llamado Piedra Blanca, desconociéndose el origen de la primera acepción.[cita requerida]
| Noroeste: mar Cantábrico     | Norte: mar Cantábrico | Nordeste: mar Cantábrico |
| Oeste: Santillana del Mar    |                       | Este: Miengo             |
| Suroeste: Santillana del Mar | Sur: Torrelavega      | Sureste: Polanco         |

### Islas
Hay un grupo de cinco islas, que se hallan al norte de la punta del Cuerno de Cuchía y, aunque pertenecen al municipio de Miengo, forman parte del paisaje costero de esta parte de Cantabria.
- Isla de los Conejos: también llamada de Cabrera, está tendida de este a oeste, con 400 m de longitud, 75 m de anchura y con una altura de 53 m. Es acantilada, escarpada por todos los lados y de difícil acceso. Es limpia, pues los pedruscos que tiene en su parte más meridional están casi unidos a su pie.
- Isla Pasiega: entre la isla de los Conejos y la punta del Cuerno, se interpone la isla Pasiega, es de poca altura, amogotada y cercada de arrecifes. Hay un paso franco de 8 a 10 m de profundidad entre las dos islas.
- Islas Casilda, Segunda y Solita: las tres islas restantes, no son más que unos islotes peñascosos que están al este de la isla de los Conejos, franqueando canales entre sí para embarcaciones menores. Al sur de la isla Solita están las Palies, que son dos piedras que se descubren en la bajamar.

### Cursos fluviales
La ría de Suances o de San Martín de la Arena está unos 2 km a 250.º de la punta del Cuerno, se halla la punta del Dichoso, que constituyen los límites de la embocadura de la ría de San Martín de la Arena.
Esta ría es navegable hasta la localidad de Requejada (Polanco), situada a 3,5 millas tierra adentro, lugar en el que se encuentra el puerto de Requejada. La boca está completamente abierta al norte y solamente la Roca Blanca, el Torco de Afuera y de Adentro la dan abrigo por el oeste y noroeste, existiendo en ella una barra que forma una rompiente continua a poca mar que haya.

### Playas
En la costa del término municipal de Suances hay 6 playas
- El Sable (en la localidad de Tagle)
- La Tablía
- Los Locos
- La Concha
- La Ribera
- La Riberuca

## Historia

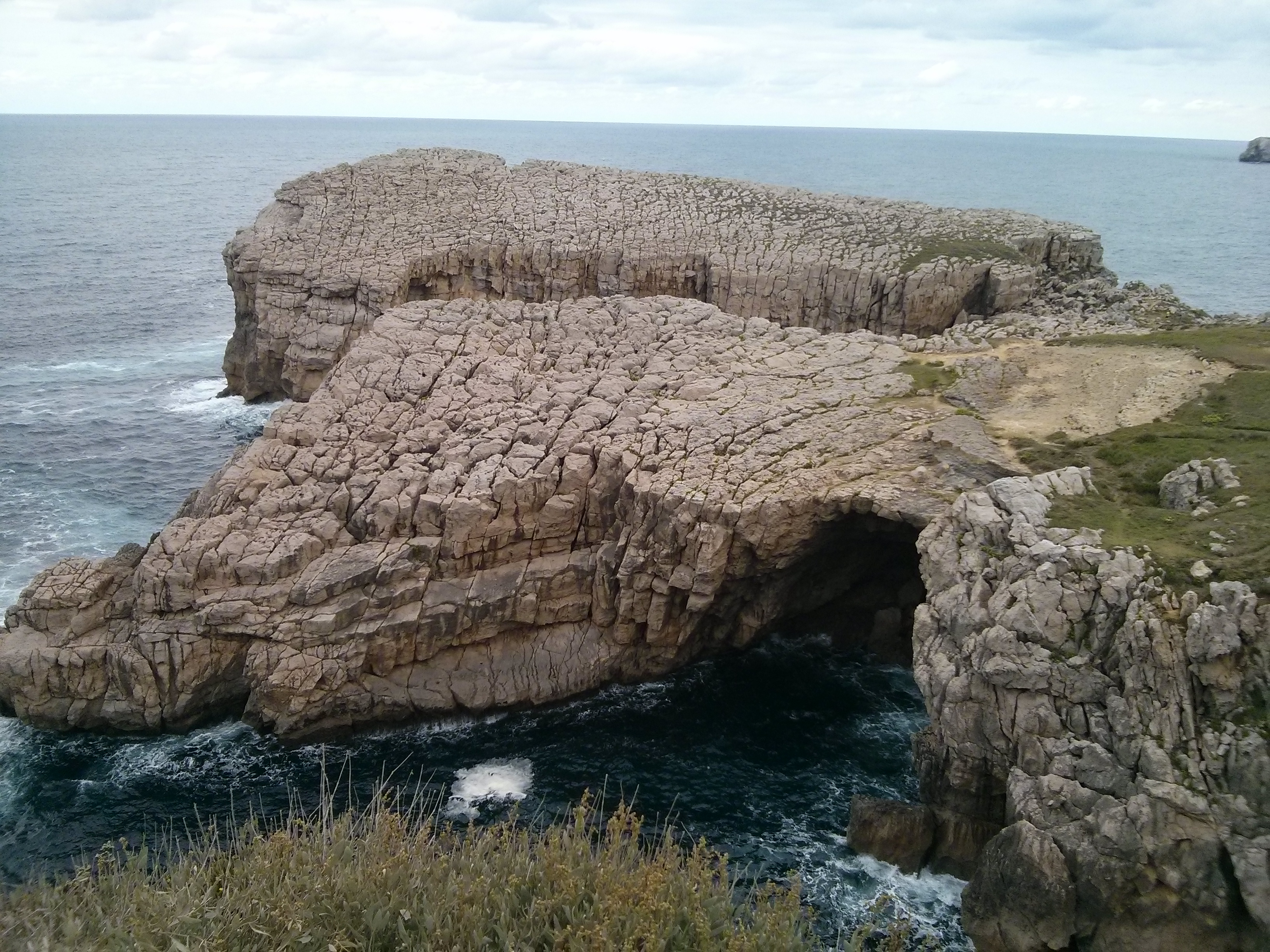
Cueva marina

Suances ha sido considerado el antiguo Portus Blendium romano por algún historiador, llamado así por pertenecer la zona a la tribu cántabra de los blendios. Así lo atestiguan las diversas excavaciones realizadas en la zona de la iglesia. Un buen número de historiadores (Sickler, Forbiger, Anthon, Hazlitt, Smith, Sabau i Blanco, Cortés López, Madoz, Rodríguez Mohedano, Ceán Bermúdez, Ortiz Real, etc) consideran que en realidad se trata de Portus Vereasueca.

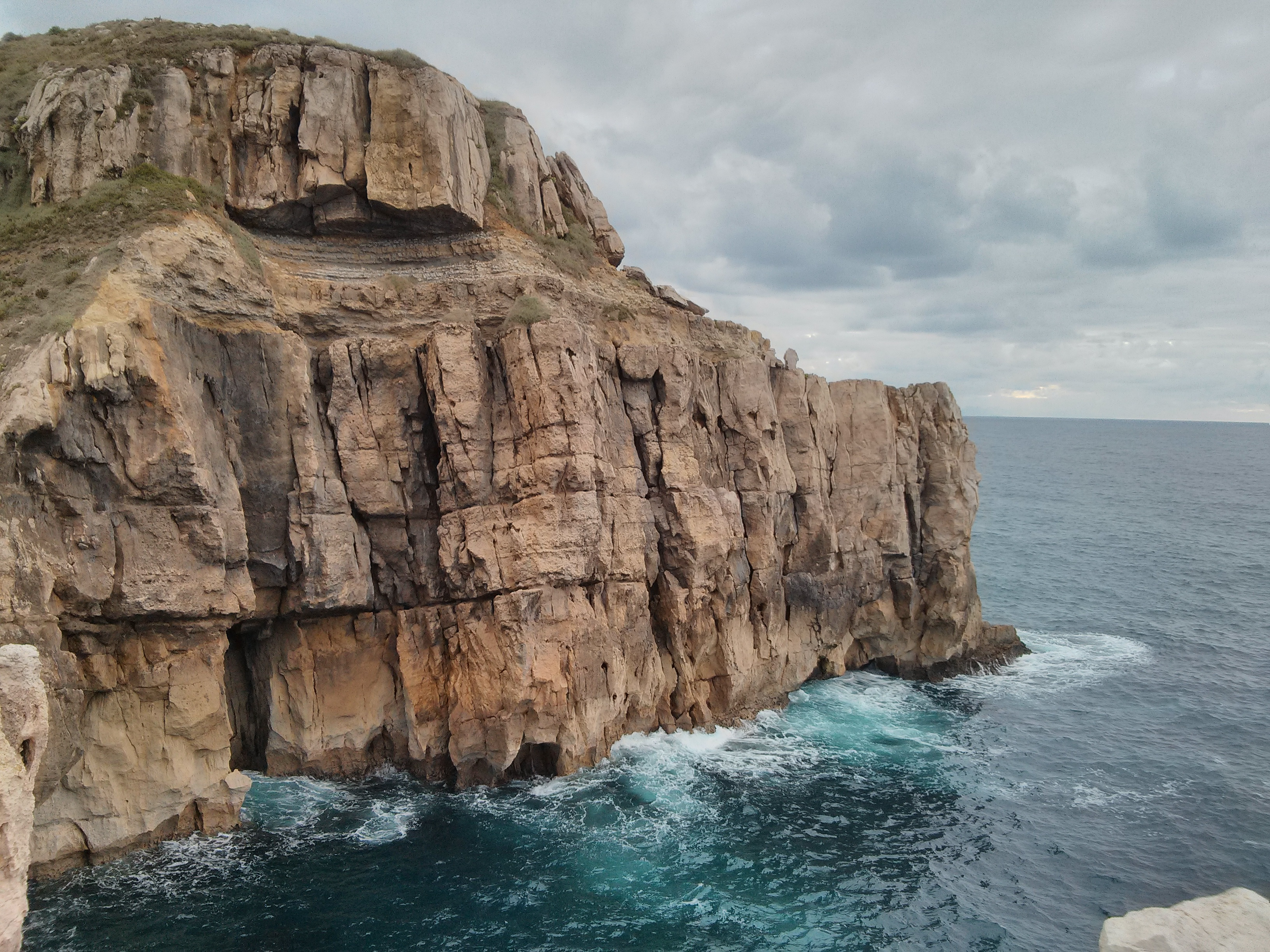
Acantilados

Desde el siglo XII, se tiene conocimiento de la importancia del puerto de San Martín de la Arena, que soportaba un alto volumen de pesca de ballenas y comercio, gobernado casi en totalidad por la Casa de la Vega, siendo lo suficientemente importante como para que fuese atacado por navíos de Santander debido a diferencias mercantiles. A partir del siglo XVII, debido al proceso de colmatación de la ría, esta actividad comienza a descender. De esta época son las Defensas del Torco, hoy rehabilitadas.
El edificio más antiguo de que se tiene conocimiento es la torre de Defensa de Suances, hoy en ruinas, construida por Diego Hurtado de Mendoza entre 1403 y 1437, que fue ampliamente fortificada por murallas.
A partir de mediados del siglo XIX, se comienza a generalizar la práctica de los baños, atrayendo a los veraneantes de aquella época que construyen sus chalets. El auge de la construcción fue promovido por la construcción del malecón en 1878, que partió la enorme playa de Suances en dos y niveló la zona, permitiendo el crecimiento del pueblo junto a la playa y no solo en la loma.
De finales del siglo XIX y principios de siglo XX data la espléndida mansión de don Jaime del Amo, un rico indiano, de un estilo que recuerda los castillos centroeuropeos, actualmente en ruinas.
En 1890 el Ayuntamiento de Ongayo se traslada a Suances, para lo cual se construye el edificio actual, en estilo ecléctico neoclásico, como curiosidad, el edificio es idéntico al de la localidad asturiana de Colombres.
En la primera década del siglo siglo XX se construyen, gracias al mecenazgo de don Juan José Gómez-Quintana y doña Susana del Amo, los dos colegios de la calle Quintana, inicialmente de beneficencia.
En la actualidad, la industria, la pesca y el turismo son las fuentes principales de ingresos de la población. Suances, como pueblo costero, se ha desarrollado abocado al mar, y una profesión común es la de marinero.

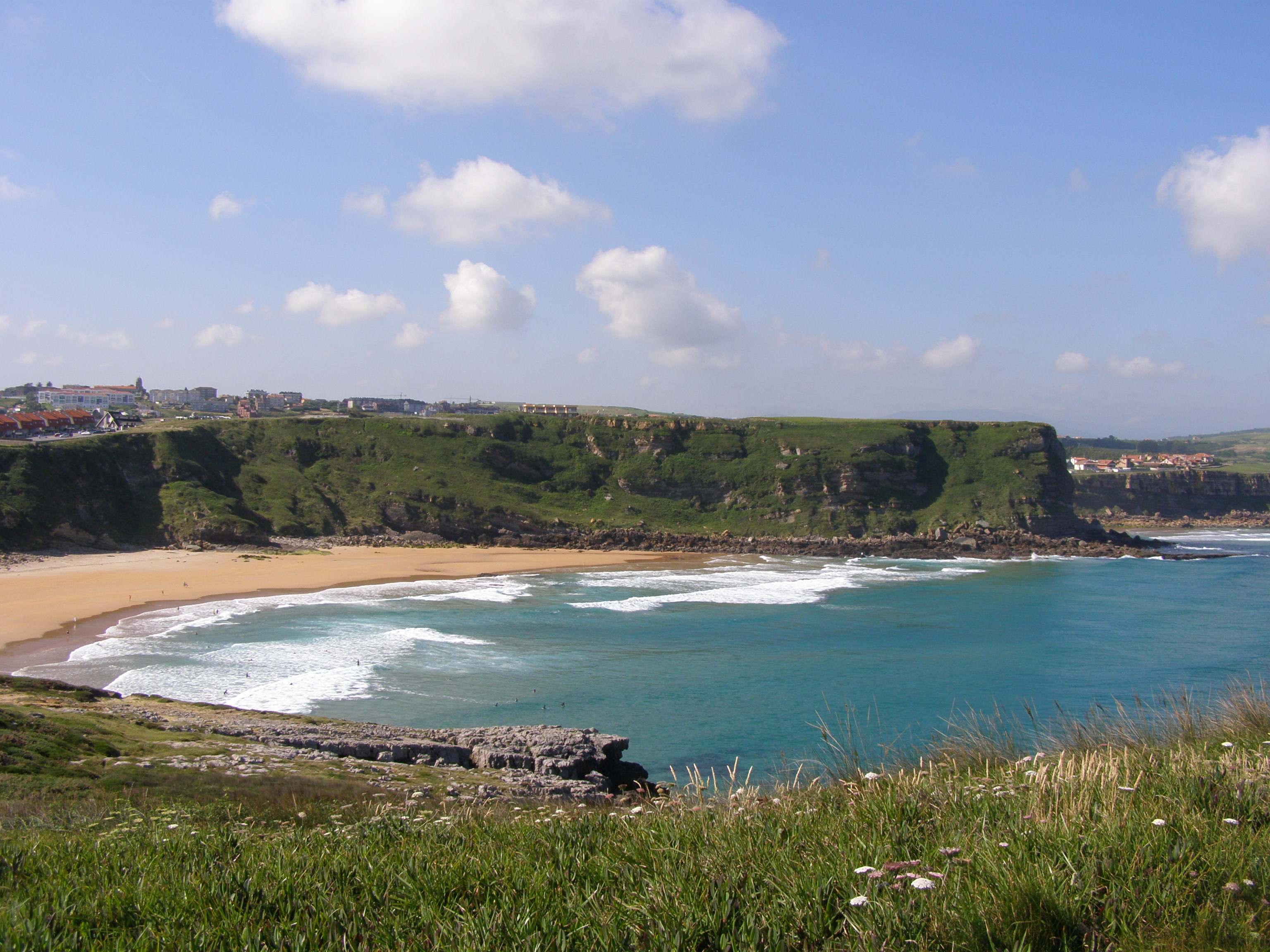
Playa de los Locos

## Demografía
Suances cuenta con una población de 9101 habitantes (INE 2024).
| Gráfica de evolución demográfica de Suances entre 1842 y 2021                                                       |
| |
| Población de derecho según los censos de población del INE Población de hecho según los censos de población del INE |

### Transporte y comunicaciones

#### Carreteras
Por el término municipal de Suances discurren las siguientes carreteras de la Red Primaria de Carreteras de Cantabria:
- CA-132: Viveda-Suances
- CA-136: variante de Santillana

Y las siguientes carreteras de la Red Local:
- CA-340: Viveda-Camplengo de la que únicamente 325 m discurren por el municipio de Suances
- CA-341: Hinojedo-Tagle
- CA-342: Ongayo-Puente Avíos
- CA-351: Santillana del Mar-Suances

#### Autobús
Suances está comunicado con las dos principales ciudades de Cantabria, Santander y Torrelavega por medio de las siguientes líneas de autobuses:
- Autobuses Casanova: Torrelavega-Suances
- Autobuses Casanova: Torrelavega-Tagle
- Autobuses Casanova: Torrelavega-Ubiarco
- Autobuses La Cantábrica: Santander-Ubiarco
- Autobuses La Cantábrica: Santander-Suances

## Administración y política

### Gobierno municipal
Andrés Ruiz Moya (PSC-PSOE) es el alcalde del municipio desde 2007.
| Periodo   | Nombre                        | Partido | Partido                                  |
| --------- | ----------------------------- | ------- | ---------------------------------------- |
| 2003-2007 | Francisco Javier Gómez Blanco |         | Partido Regionalista de Cantabria (PRC)  |
| 2007-act. | Andrés Ruiz Moya              |         | Partido Socialista Obrero Español (PSOE) |

| Partido político                         | 2023  | 2023  | 2023       | 2019  | 2019  | 2019       | 2015  | 2015  | 2015       | 2011  | 2011  | 2011       | 2007  | 2007  | 2007       |
| Partido político                         | Votos | %     | Concejales | Votos | %     | Concejales | Votos | %     | Concejales | Votos | %     | Concejales | Votos | %     | Concejales |
| Partido Socialista Obrero Español (PSOE) | 2468  | 49,55 | 7          | 2342  | 46,65 | 7          | 2272  | 46,09 | 7          | 2164  | 41,93 | 6          | 1784  | 35,90 | 5          |
| Partido Popular (PP)                     | 1397  | 28,05 | 4          | 880   | 17,52 | 2          | 1102  | 22,35 | 3          | 1287  | 24,94 | 3          | 1157  | 23,28 | 3          |
| Partido Regionalista de Cantabria (PRC)  | 626   | 12,57 | 2          | 1179  | 23,48 | 3          | 1053  | 21,36 | 3          | 1549  | 30,01 | 4          | 1635  | 32,90 | 5          |
| Ciudadanos (CS)                          | 202   | 4,05  | 0          | 313   | 6,23  | 1          | —     | —     | —          | —     | —     | —          | —     | —     | —          |

### Organización territorial
Su población es de 9101 personas (2024), y se reparte entre:
- Cortiguera, 935 hab.
- Hinojedo, 2079 hab.
- Ongayo, 228 hab.
- Puente Avíos, 175 hab.
- Suances (capital), 5147 hab.
- Tagle, 537 hab.

## Patrimonio
Destaca la cueva de Las Brujas situada en La Gerra, bien de interés cultural con categoría de zona arqueológica por ley en 1997. Es un sumidero fósil, abierto entre dos capas horizontales calizas del Cretácico. Actualmente el sistema drena por la dolina que se encuentra al noroeste de la cavidad. En sus paredes pueden verse decoraciones realizadas con los dedos que parecen datar del Paleolítico Superior.
Además, hay en el municipio dos bienes inventariados: La Mota de Tres Palacios, en Hinojedo, y la tapia que rodeaba el antiguo convento de las Trinitarias. Esta última es una cerca cuyo origen se remonta al siglo XVII. Está construida de mampostería labrada toscamente, unida con argamasa, utilizando posiblemente piedra de calar, propia del municipio. Alcanza una altura de unos tres metros.
Este muro se cayó por una parte de forma natural tras siglos de erosión. Un fuerte viento en 2009 llevó a que cayeran unos 100 m de muro, sin más daño que el causado a unos cuantos coches aparcados.
Destaca en especial, la maravilla natural como es piedra blanca, o roca blanca según los no tan entendidos. Una grandeza natural de piedra, situada al lado de la playa de Los Locos.
Edificaciones notables de este núcleo de población son:
- Iglesia parroquial dedicada a Nuestra Señora de las Lindes, siglo XVII.
- Antiguas defensas del Torco, siglo XVII, sobre la punta del Dichoso. Ejemplo de bastiones defensivos frente a ataques por mar.
- Casa de los Polanco (hoy llamada Casa Los Jardines de Viares), siglo XVII, estilo barroco. Tiene una portalada con escudo. Es la edificación más antigua de la localidad.
- Capilla de Nuestra Señora del Carmen, siglo XX, estilo neogótico.
- Quinta del Amo, siglo XX, estilo pintoresquista inglés.
- Casona de la familia Ferrero, estilo regionalista.
- Castillo de Ceruti sobre la playa de los Locos, 1904.
- Colegio Juan José Gómez Quintana (donado por Juan José Gómez-Quintana Cacho-Herrera).[8]

## Cultura
Las fiestas populares (verbenas y romerías) que se celebran en los diferentes pueblos son uno de los aspectos de mayor interés dentro de la oferta de actividades y espectáculos con más tradición y arraigo en el municipio. Fiestas a las que concurren miles de personas, que participan activamente en los actos, dándole al visitante la oportunidad de intervenir o, sencillamente, admirar estos irrepetibles momentos de celebración.
Suances tiene dos fiestas locales: Nuestra Señora del Carmen (16 de julio) y San Isidro (15 de mayo).
Sin embargo, a lo largo del año, y especialmente en la época estival, son numerosos los festejos que se celebran tanto en las diferentes pedanías como en los barrios del municipio, lo que envuelve a toda la villa en un ambiente festivo de color y alegría.
Calendario festivo municipal:
- San Juanuco: 6 de mayo, Cortiguera
- San Isidro Labrador: 15 de mayo, Suances
- El Corpus: junio, Hinojedo
- San Juan: 24 de junio, Suances y Cortiguera
- San Pedro: 29 de junio, Hinojedo y Tagle
- Los Remedios: 2 de julio, Ongayo
- Virgen del Carmen: 16 de julio, Suances. Patrona del municipio
- Santiago: 25 de julio, Ongayo
- Virgen de Las Lindes: 15 de agosto, Suances. Patrona del pueblo
- La Virgen del Rosario: último sábado de agosto, Puente Avíos
- Nuestra Señora de Guadalupe: 8 de septiembre, Tagle
- Santa Lucía: 13 de diciembre, Puente Avíos

A estas citas hay que sumar las fiestas que se desarrollan en diferentes barrios del municipio, como La Cuba (conmemora San Antonio el 13 de junio), La Gerra, La Ribera o la Calle La Tabierna, entre otras.

### Deporte
Suances es un lugar idóneo para la práctica de deportes de mar y playa, especialmente en los meses de verano: surf y sup; voleibol, rugby, fútbol y balonmano playa; vela; remo; buceo; etc., son solo algunas de las actividades que se desarrollan en sus arenales y costas y que convierten a Suances en todo un referente nacional e internacional.
Cabe destacar como deporte característico de este municipio el surf, deporte que ha sufrido una gran evolución en los últimos años ya que Suances cuenta con una de las mejores playas de la costa cantábrica para la práctica de este deporte, la playa de Los Locos declarada como 2.º reserva del surf de España.
De Suances han salido diversos campeones nacionales de surf, SUP o bodyboard, como Pablo Solar (surf), las hermanas Deva y Mirka Martín Solar (bodyboard y surf respectivamente) y Tino Aja (SUP).
El municipio cuenta con dos equipos de fútbol:
- La Sociedad Deportiva San Martín de la Arena (conocida como San Martín), que actualmente milita en el Grupo III de la Tercera División de España tras su último ascenso (2010-11). El equipo juega los partidos como local en el Estadio Municipal La Ribera.
- El Minerva FC con el estado municipal situado en Hinojedo, militando en 1.ª Regional.

## Ciudades hermanadas
- Bassens  Francia